# Bae Doo-na
Bae Doo-na (배두나?, Bae Du-naLR, Pae Tu-naMR; Seul, 11 ottobre 1979) è un'attrice e modella sudcoreana, nota a livello internazionale per i ruoli nei film Mr. Vendetta (2002), The Host (2006), Cloud Atlas (2012). Dal 2015 interpreta uno dei protagonisti della serie televisiva Sense8, mentre dal 2017 interpreta la detective Han Yeo-Jin nella serie televisiva Stranger.

## Biografia
Figlia di una famosa attrice coreana, Kim Hwa-young, Bae seguiva spesso le prove teatrali della madre, imparando anche a recitare, ma nonostante ciò non fece subito di tale possibilità una professione: "La gente potrebbe affermare che sono diventata un'attrice grazie a mia madre. Probabilmente quelle esperienze hanno sortito l'effetto opposto: ho visto molti grandi attori lavorare con lei e ho pensato che questo fosse un lavoro solo per persone dotate di uno straordinario talento"
Nel 1998, mentre frequenta la Hanyang University, venne notata da un importante agente mentre camminava per le strade di Seul: venne scelta come modella per Cooldog's, un'azienda di abbigliamento su cataloghi. Nel 1999 partecipa, debuttando alla KBS, nel TV drama School. Nello stesso anno appare nel film The Ring Virus, un remake coreano del film giapponese Ring. Sempre nel 1999 Bae, che nel tempo libero si dedica alla fotografia, viene premiata come attrice più popolare della KBC.
Nel 2000 il regista Bong Joon-ho la sceglie per il film Barking Dogs Never Bite, nella quale recita anche nuda. Nel 2001 ottiene una parte nella pellicola Take Care of My Cat, film diretto da Jeong Jae-eun, e nel 2002 in Mr. Vendetta, diretto da Park Chan-wook. Nel 2003 recita anche in Tube e in Spring Bears Love. Dopo questi film decide di prendersi una pausa. Nel 2004 ha lavorato come attrice teatrale, per la produzione di Sunday Seoul in co-produzione con Park Chan-wook. Nel 2005 Bae appare in un film giapponese, Linda Linda Linda, e nel 2006 lavora di nuovo con Bong Joon-ho in The Host.
La sua carriera continua e prende finalmente il volo grazie a Cloud Atlas, un film del 2012 scritto e diretto dalle sorelle Lana e Lilly Wachowski e Tom Tykwer. Tratto dal romanzo L'atlante delle nuvole di David Mitchell, è un film di fantascienza, in cui interpreta "l'artificio" Sonmi~451. Dal 2015 è una dei protagonisti della serie Netflix Sense8, dove interpreta il ruolo di una donna d'affari di Seul esperta di arti marziali, Sun Bak.

## Filmografia parziale

### Attrice

#### Cinema
- The Ring Virus (Ringu), regia di Kim Dong-bin (1999)
- Cane che abbaia non morde - Barking Dogs Never Bite, regia di Bong Joon-ho (2000)
- Mr. Vendetta (Boksuneun naui geot), regia di Park Chan-wook (2002)
- Bomnar-ui gom-eul joh-ahase-yo?, regia di Donald Yong-ih (2003)
- Linda Linda Linda, regia di Nobuhiro Yamashita (2005)
- The Host (Gwoemul), regia di Bong Joon-ho (2006)
- Kūki ningyō, regia di Hirokazu Kore'eda (2009)
- Cloud Atlas, regia di Lana e Lilly Wachowski e Tom Tykwer (2012)
- Jupiter - Il destino dell'universo (Jupiter Ascending), regia di Lana e Lilly Wachowski (2015)
- IoSonoQui (#jesuislà), regia di Éric Lartigau (2019)
- Le buone stelle - Broker (Beurokeo), regia di Hirokazu Kore'eda (2022)
- Rebel Moon - Parte 1: Figlia del fuoco (Rebel Moon - Part One: A Child of Fire), regia di Zack Snyder (2023)
- Rebel Moon - Parte 2: La sfregiatrice (Rebel Moon - Part Two: The Scargiver), regia di Zack Snyder (2024)

#### Televisione
- Angel's Kiss (KBS, 1998)
- School (KBS, 1999)
- Ad Madness (KBS, 1999)
- Love Story - Miss Hip-hop and Mr. Rock (SBS, 1999)
- Look Back in Anger (KBS, 2000)
- Cruise Ship of Love (KBS, 2000)
- RNA (KBS, 2000)
- Mothers and Sisters (MBC, 2000)
- I Want To Keep Seeing You (SBS, 2001)
- Country Princess (MBC, 2003)
- Rosemary (KBS, 2003)
- Beating Heart (MBC, 2005)
- Someday (OCN, 2006)
- How to Meet a Perfect Neighbor (SBS, 2007)
- Gongbu-ui sin (KBS, 2010)
- Gloria (MBC, 2010-2011)
- Sense8 – serie TV, 23 episodi (2015-2018)
- Stranger - serie TV, 16 episodi (2017)
- Kingdom (킹덤?) – serie TV, 12 episodi (2019 - 2020)
- Persona - serie di cortometraggi, 1 episodio (2019)
- The Silent Sea (고요의 바다?) – serie TV, 8 episodi (2021 - in corso)

#### Video musicali
- You - Fish (2000)
- Every Time I Look at You - Kang Kyun-Sung (2007)

## Teatrografia
- Sunday Seoul (2004)

## Discografia
- We Are Paranmaum (2005)
- Linda Linda Linda OST (2005)

## Libri
- Doona's London Play (2006) - Bae's Photography
- Doona's Tokyo Play (2007) - Bae's Photography

## Riconoscimenti
- 1999 – KBS Drama Awards: Migliore nuova attrice (School)
- 2000 – KBS Drama Awards: Attrice più popolare (RNA)
- 2000 – Blue Dragon Film Award: Migliore nuova attrice (Barking Dogs Never Bite)
- 2001 – Korean Critics Association Awards: Migliore attrice (Take Care of My Cat)
- 2001 – Chunsa Film Art Awards: Migliore attrice (Take Care of My Cat)
- 2002 – Baeksang Arts Awards: Migliore attrice (Take Care of My Cat)
- 2002 – Pusan Film Critics Awards: Migliore attrice (Take Care of My Cat)
- 2006 – Director's Cut Awards: Migliori esibizioni Award (The Host)

## Doppiatrici italiane
- Ilaria Latini in Cloud Atlas, Sense8, Rebel Moon, Rebel Moon - Parte 2: La sfregiatrice
- Barbara De Bortoli in Mr. Vendetta
- Beatrice Margiotti in The Host
- Jun Ichikawa in Jupiter - Il destino dell'universo
- Chiara Francese in IoSonoQui
- Martina Felli in The Silent Sea
- Natascia Cipriano in Le buone stelle - Broker